# Gustavo Ibarra Imata
Gregorio Gustavo Ibarra Imata (Cusco, 9 de mayo de 1958) es un ingeniero agrícola, empresario y político peruano. Fue presidente del Club Deportivo Alfonso Ugarte en el año 2014 y congresista de la república por Puno durante el breve periodo 2000-2001.

## Biografía
Gustavo Ibarra nació en la ciudad peruana del Cusco, el 9 de mayo de 1958. Es hijo de Martín Ibarra Sullca y de Bertha Imata Willca.
Se trasladó a la ciudad de Lima e ingresó a la Universidad Nacional Agraria La Molina, donde estudió la carrera de Ingeniería agrícola y se tituló en el año 1991.

## Trayectoria
Dentro de su trayectoria, Gustavo Ibarra ha desempeñado diversos cargos. Desde el año 1994 hasta el año 1999, laboró en el Ministerio de Agricultura del Perú como director regional en la sede de la región Puno, siendo esto durante el gobierno de Alberto Fujimori.
En el año 1997, Gustavo Ibarra se afilia al Movimiento Independiente ‘Vamos Vecino’, partido político fundado y liderado por Absalón Vásquez para la participación del fujimorismo en los comicios municipales del año 1998. En ese mismo año, Ibarra es elegido como candidato de Vamos Vecino a la alcaldía de la provincia de Puno, sin embargo, su candidatura logró quedar en el tercer lugar tras el triunfo de Gregorio Ticona Gómez.
En el año 2000, decide postular al Congreso de la República por la circunscripción de Puno de Perú 2000, alianza política con el que Alberto Fujimori buscaba su tercera reelección presidencial. Ibarra logra salir elegido como congresista de la república y fue juramentado para el periodo parlamentario 2000-2005. Sin embargo, su cargo fue luego recortado hasta el 28 de julio del año siguiente tras la difusión nacional de los Vladivideos, hecho que generó la vacancia presidencial contra Alberto Fujimori por incapacidad moral y la toma de mando de Valentín Paniagua como presidente interino. Ibarra luego dejó la bancada de Perú 2000 y se agrupó con los miembros de Vamos Vecino.
En las elecciones del año 2001, intentó sin éxito ser reelegido como congresista por Solución Popular, coalición del fujimorismo que lanzó al exministro Carlos Boloña como candidato presidencial.
En enero del 2014, Gustavo Ibarra asumió la presidencia del Club Deportivo Alfonso Ugarte, donde en su gestión convocó a los jugadores Luís Romero y Joao Pereira como los nuevos jales del equipo. En junio de ese mismo año, Ibarra terminó por presentar su renuncia al cargo.
En las elecciones municipales del 2018, Gustavo Ibarra volvió al ámbito político como candidato a la alcaldía de Puno, siendo miembro del partido Avanza País, y quedó en el octavo lugar con el 2.91% de votos. Luego en las elecciones generales del año 2021, Ibarra desempeñó como coordinador de la campaña presidencial de Hernando de Soto en la región Puno.